# Hadrodactylus gracilis
Hadrodactylus gracilis là một loài tò vò trong họ Ichneumonidae.